# BKK Radnički
El BKK Radnički (en serbi: Beogradski košarkaški klub Radnički / Београдски кошаркашки клуб Раднички) és un club de bàsquet de la ciutat de Belgrad a Sèrbia.
El club es va fundar el 7 de juny de 1945 al barri de Crveni Krst de Belgrad, d'on prové el seu sobrenom de krstaši (els croats). Radnički va obtenir el major èxit durant la dècada de 1970, quan la generació entrenada per Slobodan Ivković va guanyar el títol de campió de la Lliga Iugoslava el 1973. El club també va guanyar una Copa Iugoslava el 1976 i va arribar a una altra final de copa el 1978.
El Radnički també va obtenir bons resultats en competicions continentals. El 1974, van arribar a les semifinals de la Copa d'Europa, on van caure contra el vigent campió d'Europa, l'Ignis Varese. I el 1977, va arribar a la final de la Recopa d'Europa, on va perdre contra el Forst Cantù per un punt de diferència, 86-87.

## Palmarès
- Recopa d'Europa
  - Finalistes (1): 1976-77
- Lliga iugoslava
  - Campions (1): 1972–73
- Copa iugoslava
  - Campions (1): 1975–76
  - Finalistes (1): 1977–78